# 政治和尚
「政治和尚」或「政僧」是一種歧视语，出現在20世紀初（中國清末至中華民國初年）被用以嘲諷、批評或譴責當代中国佛教特定知名人物，牽涉對宗教或政治意識形態的信念歧視。部份文獻顯示，倡导团体（或個人）或匿名、或聲稱共識，對其訴諸人身或断言「政治和尚」其人行為是非，但對於在政教合一或是以佛教為主要宗教的國家裡，甚至執政者兼具有宗教領袖的身分，卻未出現此等帶有貶義的用语。

## 宗教与政治

### 释太虚「問政而不幹治」
在抗日战争爆發之前，释太虚曾要求中國佛教會成員，深切注意並積極參加國民大會的代表選舉。根據當時的選舉法，中華民國公民年滿20歲，經公民宣誓者，有選舉國民大會代表之權利，年滿25歲者即得為候選人，沒有任何性別或宗教之區別或限制。
基於孫中山所說的「政權、治權」，释太虚提出「問政而不幹治」：佛教徒包括僧眾在內應關心政治，參與政治的討論和國家政策的制訂，但是不涉及治理國家的行政工作。考慮到佛教徒既是國家的公民，又有自己特殊的宗教師身份，一定要關心社會大眾的福利和安樂，參加社會和國家的合法集議，參與各縣、省和國家的議會選舉，尋求為全體民眾除苦得樂的方法。此外，僧團不涉足行政和軍事領域，而只應該服務於國民立法機關——行使的不是行政權，而是立法權和監督權。

### 釋星雲自述經歷
- 1992年9月，釋星雲在日記中說明接受中國國民黨中央評議委員会委员一職：「『接受』對佛教很好，表示佛教有力量，才受政府重視；『不接受』則個人很清高，不參與政治，不會被人譏為政治和尚，但卻說明了佛教沒有人才。故菩薩發心，凡事只要對眾生有利，就不必太考慮個人利害。我很高興能代表佛教界接受『中央評議委員』的職位，讓社會大眾明瞭政府的英明、公平；讓政府知道佛教界有力量有人才，所以宗教對政治所持的態度非參與、非躲避，而是問政不干預。」[4]

- 釋星雲自述，自己1949年到台灣因為沒有任何黨員身分，甚至被逮捕拘禁23日。後來經過李子寬[5]勸說下參加國民黨，但要求不暴露身分、不開小組會議、不參加國民黨的活動。多年之後，中國國民黨聘請星雲法師擔任黨務顧問（榮譽職），後來又將許多黨國元老（包括星雲法師在內）同列為中央評議委員[6][7]。

### 釋聖嚴自述經歷
- 釋聖嚴曾自述，1991年5月剛剛結束第二度訪問中國大陸行程，幾天之後大陸官方就發布了不准臺灣僧尼入境的命令[8]。而在1993年，聖嚴第三次出訪之前非常審慎，表示並不帶有任何政治目的或傳教意圖：

我們也沒有要向大陸佛教界傳遞任何訊息，只是單純地以觀光旅遊團的名義與身份，前往看看我們想看的佛教聖蹟，而且是以大陸允許我們看的範圍為原則。

## 文獻評價
- 释太虚由於參與革命及各類秘密集會，與革命黨人、各界權貴名流時相關往來，被稱為「政僧」或「政治和尚」[10]。但他依據孫中山『政治是管理眾人之事』的解釋，認為廣義的管理眾人之事，無過於行菩薩道的「菩薩僧」，菩薩僧的抱負是「多事多業多悕望住」，不同於只顧自利之聲聞僧的「少事少業少悕望住」，所以他以學菩薩僧、行菩薩道的精神進行中國佛教的改革運動[10]：

世人又每以政僧譏余，然據孫中山先生之解釋，政即眾人之事，政治即管理眾人之事，
廣義的管理眾人之事，當無有過於菩薩者，亦唯『菩薩』乃為真正的更無私事而專管理眾人之事，故不同聲聞僧少事少業少希望住，而剴切的表示須多事多業多希望住。
余固未足為菩薩僧，然志願所在則未嘗一日忘學菩薩僧也；特患未能符政僧的名實，又何患世人之稱為政僧？

願世之學菩薩學菩薩僧的佛徒，皆蹶然興起，以共修此建設和平際的菩薩大行。
在他看來，佛教為社會組織的一環，改革佛教、佛播佛法，正需要深入社會每個階層，與國家政治保持適當地關係或一定的溝通管道，以利於佛法的流通。他樂於率先倡行，周旋於名流俠士之間，以從事福利人群和傳播佛法的工作；而「政治」正是復興佛教的第一線工作，「趨之尚且猶恐不及！」
- 釋星雲曾表示：

想想：佛陀頻頻出入王宮，與大臣貴冑說法，豈不也成了『政治佛陀』嗎？
而玄奘大師為皇帝建言國事，以及歷代國師的輔弼朝政，又怎麼說呢？

中國佛教歷經多次教難而能如浴火鳳凰般再生，在上位者全心全力的擁護佛教，實在是功不可沒。此外，國家社會也因為佛法的復興昌隆而政清人和……
2008年，釋星雲接受《亞洲週刊》專訪時表示：你說出家人，為什麼要涉足政治？我是公民呀，我又沒有褫奪公權，我為什麼不能愛國？我們出家人一樣要去當兵，要去交稅，要去選舉，我為什麼不能表達道義，選賢與能呢？這是我們的責任。

## 重要事例
- 圣雄甘地曾說：「那些說宗教與政治無關的人，並不懂得什麼是宗教」[10]。

- 瑞·泽迪·基昂（英语：Shwe Zedi Kyaung），被認為是緬甸獨立運動的民族英雄之一。[12]

## 法規與行政命令
在臺灣，依《中華民國憲法》的下列條文所賦予人民的宗教自由與參政權，並未剝奪出家人的參政權。

- 第13條「人民有信仰宗教之自由。」
- 第16條「人民有請願、訴願及訴訟之權。」
- 第17條「人民有選舉、罷免、創制及複決之權。」
- 第18條「人民有應考試服公職之權。」

## 外部連結
- 中华人民共和国《宗教事务条例》（2005年3月1日正式实施）